# Joannes Kappeyne van de Coppello

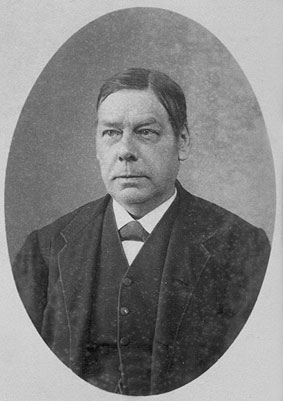
Joannes (Jan) Kappeyne van de Coppello

Joannes (Jan) Kappeyne van de Coppello (* 2. Oktober 1822 in Den Haag; † 28. Juli 1895 ebenda) war ein niederländischer Staatsmann.

## Leben
Er studierte in Leiden und praktizierte dann als Advokat in Den Haag. Als Mitglied der Zweiten Kammer gehörte er der liberalen Partei an, deren anerkanntes Oberhaupt er auch bald wurde.
Als im August 1874 das konservative Ministerium Heemskerk auftrat, war es in erster Linie dem Einfluss Kappeynes zu danken, dass die liberale Partei, welche die Kammermehrheit hatte, das Kabinett unterstützte, solange dasselbe sich in liberalen Bahnen bewegte. Als jedoch Ende 1877 Heemskerk seine Stellung für unhaltbar ansah, wurde Kappeyne mit der Bildung eines neuen Kabinetts beauftragt. Während seiner Verwaltung wurde das Volksschulgesetz von den Kammern angenommen, dagegen sein Kanalgesetzentwurf abgelehnt, und als seine Forderung einer Verfassungsrevision besonders bei der Krone auf heftigen Widerstand stieß, nahm er 1879 seine Entlassung. Von 1888 bis 1893 war er Mitglied der Ersten Kammer.
Seit 1860 war er Mitglied der Königlich Niederländischen Akademie der Wissenschaften.
Er hat sich durch zahlreiche Aussätze und Abhandlungen, die fast allein der Zeitschrift „Themis“ abgedruckt sind, als juristischer Schriftsteller einen Namen gemacht. In deutscher Übersetzung erschienen „Abhandlungen zum römischen Staats- und Privatrecht“ (Stuttgart 1855).